# Eduardo Abbas
Eduardo Abbas (São José do Rio Preto, 25 de maio de 1928 - São Paulo, 16 de março de 1992) foi um ator brasileiro. Era descendente de árabes. Eduardo trabalhou nas principais emissoras brasileiras ao longo de sua carreira. 

## Filmografia

### Cinema[3]
| Ano  | Título                                 | Personagem |
| ---- | -------------------------------------- | ---------- |
| 1984 | Volúpia de Mulher                      | —          |
| 1984 | O Filho Adotivo                        | Bentão     |
| 1982 | O Inferno Começa Aqui                  | Pistoleiro |
| 1982 | Sete Dias de Agonia                    | Betão      |
| 1982 | Retrato Falado de uma Mulher sem Pudor | Lucas      |
| 1981 | O Sexo e as Pipas                      | Frentista  |
| 1980 | Asa Branca: Um Sonho Brasileiro        | Geraldão   |
| 1980 | Ato de Violência                       | Inácio     |
| 1979 | Por um Corpo de Mulher                 | Jonas      |
| 1979 | Milagre: O Poder da Fé                 | —          |
| 1979 | Os Pankekas e o Calhambeque de Ouro    | Bandido    |
| 1977 | Mágoa de Boiadeiro                     | Chulé      |
| 1976 | Um Golpe Sexy                          | Capataz    |
| 1976 | Tiradentes, o Mártir da Independência  | —          |
| 1969 | Corisco, o Diabo Loiro                 | Luiz Pedro |
| 1967 | Cangaceiros de Lampião                 | Sabonete   |
| 1963 | Lampião, o Rei do Cangaço              | —          |
| 1962 | O Rei Pelé                             | —          |
| 1960 | Cidade Ameaçada                        | —          |

### Televisão
| Ano       | Título                       | Personagem           | Notas                    |
| --------- | ---------------------------- | -------------------- | ------------------------ |
| 1988      | Chapadão do Bugre            | Caristrato           |                          |
| 1986      | Grande Sertão: Veredas       | João Goanhá          | [ 11 ]                   |
| 1986      | Memórias de um Gigolô        | Coronel Niquinha     |                          |
| 1985      | Jerônimo                     | Honorato             |                          |
| 1984      | Anarquistas, Graças a Deus   | Funcionário do canil | [ 12 ]                   |
| 1983      | Caso Verdade                 | Felipe Pedroso       | Episódio: "A Padroeira"  |
| 1982      | Caso Verdade                 | —                    | Episódio: "Volta ao Lar" |
| 1981      | Os Imigrantes                | Otávio               |                          |
| 1981      | O Fiel e a Pedra             | —                    |                          |
| 1981      | O Vento do Mar Aberto        | Idalécio             |                          |
| 1980      | Cavalo Amarelo               | Vitório              |                          |
| 1976      | O Julgamento                 | Anselmo              |                          |
| 1976      | Xeque-Mate                   | Nariz                |                          |
| 1975      | Um dia, o Amor               | Homero               |                          |
| 1975      | Ovelha Negra                 | —                    | [ 13 ]                   |
| 1975      | O Velho, o Menino e o Burro  | —                    |                          |
| 1974      | Ídolo de Pano                | Aparecido            |                          |
| 1974      | Os Inocentes                 | Garcia               |                          |
| 1973      | Quero Viver                  | Tobias               |                          |
| 1972      | O Leopardo                   | Ataliba              |                          |
| 1972      | Os Fidalgos da Casa Mourisca | Dom Alfredo Mondego  |                          |
| 1971      | Sol Amarelo                  | Delegado Gomes       |                          |
| 1971      | Pingo de Gente               | Tony                 |                          |
| 1969      | Sangue do Meu Sangue         | Pedro Cesteiro       |                          |
| 1968      | A Pequena Órfã               | Padilha              |                          |
| 1968      | Legião dos Esquecidos        | João                 |                          |
| 1967      | Paixão Proibida              | —                    |                          |
| 1966      | Calúnia                      | Teodoro              |                          |
| 1965      | O Moço Loiro                 | Brás                 |                          |
| 1965      | O Preço de uma Vida          | —                    |                          |
| 1965      | Ana Maria, Meu Amor          | Martins              |                          |
| 1965      | Amor de Perdição             | João da Cruz         |                          |
| 1965      | O Tirano                     | Conrado              |                          |
| 1965      | As Professorinhas            | Guedes               |                          |
| 1964      | A Gata                       | Delacroix            |                          |
| 1963      | Grande Teatro Tupi           | Vários Personagens   | 3 episódios              |
| 1959      | Anki...Tô...Eu               | —                    |                          |
| 1958-1959 | TV de Teatro                 | Vários Personagens   | 12 episódios             |
| 1958-1960 | TV de Comédia                | Vários Personagens   | 4 episódios              |
| 1957-1964 | TV de Vanguarda              | Vários Personagens   | 25 episódios             |